# Ancelle dei poveri
Le Ancelle dei Poveri, o Dinasevanasabha (in inglese Servants of the Poor; sigla D.S.S.), sono un istituto religioso femminile di diritto pontificio.

## Storia
La congregazione fu fondata da suor Petra Dinadasi: nata a Oelde, nel 1946 abbracciò la vita religiosa tra le orsoline di Werl e nel 1966 fu invitata a svolgere l'attività di assistente sociale nella diocesi di Kottayam, in India.
Dopo questa esperienza, il 1º giugno 1969 fondò a Pattuvam un'associazione religiosa femminile per il servizio dei poveri, eretta in pia unione dal gesuita Aldo Patroni, vescovo di Calicut, il 6 gennaio 1973.

## Attività e diffusione
Le suore si dedicano alla cura di orfani, anziani, bambini e ammalati e all'attività sociale per la lotta alla fame e alle malattia.
Oltre che in India, sono presenti in Germania, in Italia e negli Stati Uniti d'America; la sede generalizia è a Pattuvam, nel Kerala.
Alla fine del 2015 l'istituto contava 629 religiose in 95 case.